# Episodi di Doctor Who (serie televisiva 2005) (tredicesima stagione)
La tredicesima stagione della seconda serie televisiva Doctor Who (2005-2022), sottotitolata Flux, composta da 6 episodi più tre speciali, va in onda a partire dal 31 ottobre fino al 5 dicembre 2021 su BBC One. È l'ultima stagione della seconda serie televisiva a portare il titolo di Doctor Who.
Protagonista della stagione è il Tredicesimo Dottore, interpretata da Jodie Whittaker, l'ultima che la vede protagonista, assieme ai suoi compagni: Yasmin Khan (Mandip Gill) e Dan Lewis (John Bishop).
La stagione è preceduta dall'episodio speciale Revolution of the Daleks e seguita dall'episodio speciale Eve of the Daleks.
La Rai, che aveva i diritti per il doppiaggio e la distribuzione della serie, non ha rinnovato i diritti, perciò al momento la stagione rimane inedita in italiano.
| n° | Titolo originale                       | Prima TV UK      |
| -- | -------------------------------------- | ---------------- |
| 1  | Chapter One - The Halloween Apocalypse | 31 ottobre 2021  |
| 2  | Chapter Two - War of the Sontarans     | 7 novembre 2021  |
| 3  | Chapter Three - Once, Upon Time        | 14 novembre 2021 |
| 4  | Chapter Four - Village of the Angels   | 21 novembre 2021 |
| 5  | Chapter Five - Survivors of the Flux   | 28 novembre 2021 |
| 6  | Chapter Six - The Vanquishers          | 5 dicembre 2021  |

## Chapter One - The Halloween Apocalypse
- Titolo originale: Chapter One - The Halloween Apocalypse
- Diretto da: Jamie Magnus Stone
- Scritto da: Chris Chibnall

### Trama
Il Dottore e Yaz inseguono Karvanista, un membro della razza aliena dei Lupari, fino a Liverpool, dove lui cattura Dan Lewis, un manovale. Il Dottore vede in una visione il misterioso Swarm evadere da una prigione della Divisione, l'organizzazione segreta dei Signori del Tempo, per poi rivolgersi direttamente a lei dicendo di avere dei conti in sospeso. A Liverpool, il Dottore e Yaz incontrano Claire, una donna che dice di conoscerle, prima che un Angelo Piangente la spedisca nel 1965. Sulla nave di Karvanista, Yaz salva Dan mentre il Dottore affronta Karvanista riguardo ai suoi legami con la Divisione e il piano Lupari di invasione della Terra. Karvanista risponde che i Lupari hanno in realtà intenzione di proteggere la Terra dal Flux, un misterioso cataclisma che ignora le regole dello spazio-tempo. Proprio il Flux costringe alla fuga Vinder, l'unico residente di un remoto punto spaziale di osservazione, e attira l'attenzione dei Sontaran. Dopo un altro contatto psichico tra il Dottore e Swarm, il Flux affretta il suo attacco contro la Terra. Le navi Lupari formano uno scudo difensivo tutto intorno al pianeta, proteggendolo, ma il TARDIS, con il Dottore, Yaz e Dan dentro, non fa in tempo a mettersi ai ripari e viene travolto. Diane, un'amica di Dan, viene attirata con l'inganno da Swarm e dalla sua socia Azure e resa prigioniera.
- Altri interpreti: Craige Els (Karvanista), Nadia Albina (Diane), Sam Spruell (Swarm), Rochenda Sandall (Azure), Jacob Anderson (Vinder), Jonathan Watson (Skaak), Sara Powell (Mary Seacole), Annabel Scholey (Claire Brown)

## Chapter Two - War of the Sontarans
- Titolo originale: Chapter Two - War of the Sontarans
- Diretto da: Jamie Magnus Stone
- Scritto da: Chris Chibnall

### Trama
Il Dottore, Yaz e Dan si risvegliano a Sebastopoli ai tempi della Guerra di Crimea, dove i russi sono stati sostituiti dai Sontaran, e incontrano Mary Seacole e il generale Logan. Gli effetti del Flux rispediscono Dan nella Liverpool del 2021 e Yaz in un tempio in rovina insieme alle Mouri, un gruppo di sacerdotesse ferite, Vinder, e Joseph Williamson. Il Dottore deduce che i Sontaran abbiano oltrepassato i ranghi dei Lupari di nascosto. Dan investiga il porto, sotto controllo Sontaran. Swarm raggiunge il tempio, che si trova nella regione di Atropos sul pianeta Tempo, uccide due Mouri e prende in ostaggio Yaz e Vinder. Il Dottore chiede a Seacole di raccogliere informazioni sull'accampamento Sontaran e negozia una tregua con gli alieni, ma viene arrestata dai soldati di Logan che decidono di combattere con esiti disastrosi. Dopo la battaglia, il Dottore, Seacole e gli uomini di Logan distruggono le forniture dei Sontaran, ma Logan, agendo per conto proprio, decide inoltre di bombardare loro l'accampamento. Dan è scoperto dai Sontaran ma viene salvato da Karvanista, che distrugge il porto resettando gli eventi storici. Il Dottore ritrova il TARDIS e viene a prendere Dan, ma vengono portati di forza al tempio dove Swarm sta per uccidere Yaz e Vinder.
- Altri interpreti: Craige Els (Karvanista), Nadia Albina (Diane), Sam Spruell (Swarm), Rochenda Sandall (Azure), Jacob Anderson (Vinder), Jonathan Watson (Skaak), Gerald Kyd (Generale Logan)

## Chapter Three - Once, Upon Time
- Titolo originale: Chapter Three - Once, Upon Time
- Diretto da: Azhur Saleem
- Scritto da: Chris Chibnall

### Trama
Il Dottore si tuffa nel flusso temporale e nasconde Dan, Yaz e Vinder nei loro passati per depistare Swarm. Vinder rivive il periodo in cui era l'assistente dell'autoritario Grand Serpent, che lo esiliò quando Vinder rivelò i suoi crimini. Bel, una pilota sopravvissuta al Flux, viaggia tra la devastazione a bordo di una nave Lupari, in fuga dai Dalek, i Cybermen e i Sontaran. Il Dottore rivive memorie perdute della sua incarnazione passata, il Dottore Fuggitivo, al tempo in cui, come membro della Divisione insieme a Karvanista, invase il tempio di Atropos per sconfiggere Swarm e salvare le Mouri. Il Tredicesimo Dottore trova le Mouri sopravvissute e le incoraggia a ritornare al tempio, ma loro la allontanano dal suo passato per proteggerla. Una misteriosa donna anziana rimprovera il Dottore. Viene rivelato che Bel sta cercando Vinder, che è il suo compagno e il padre del bambino che porta in grembo. Il Dottore riporta Yaz, Dan e Vinder al presente e sistema le linee temporali. Riaccompagna Vinder al suo pianeta natale, distrutto dal Flux, prima che il TARDIS venga intercettato dallo stesso Angelo Piangente che stava perseguitando Yaz.
- Altri interpreti: Craige Els (Karvanista), Nadia Albina (Diane), Sam Spruell (Swarm), Rochenda Sandall (Azure), Jacob Anderson (Vinder), Thaddea Graham (Bel), Jo Martin (Dottore Fuggitivo), Craig Parkinson (Grand Serpent), Barbara Flynn ("Awsok")

## Chapter Four - Village of the Angels
- Titolo originale: Chapter Four - Village of the Angels
- Diretto da: Jamie Magnus Stone
- Scritto da: Chris Chibnall, Maxine Alderton

### Trama
Il Dottore riavvia il TARDIS per espellere l'Angelo, ma si ritrova bloccata nel villaggio inglese di Medderton nel 1967. Lì, lo scienziato ed ex soldato professor Jericho svolge esperimenti psichici su Claire, che era stata mandata a ritroso nel tempo dallo stesso Angelo che era nel TARDIS. Un altro Angelo spedisce Yaz e Dan ancora più indietro nel tempo nella Medderton del 1901, dove incontrano Peggy, una bambina smarrita nel 1967. Insieme, scoprono una barriera che separa il 1901 dal 1967: dall'altro lato si trova la versione futura di Peggy, che fu costretta a vivere il resto della sua vita nel passato. Gli Angeli accerchiano la casa di Jericho, e lui, il Dottore e Claire si barricano nello scantinato. Claire rivela di avere visioni di lei che si trasforma in un Angelo, poiché ne ospita uno nella sua mente. Il Dottore parla telepaticamente all'Angelo e scopre che è un fuggitivo dalla Divisione, e che i suoi simili lo stanno cercando. Il Dottore e Claire fuggono tramite un tunnel, ma Jericho viene anche lui spedito nel 1901. Il Dottore scopre che gli Angeli hanno estratto il villaggio dal flusso temporale per catturare l'Angelo traditore, ma quest'ultimo contratta la sua libertà in cambio del Dottore stesso. Il Dottore viene trasformato in un Angelo e portato alla Divisione, lasciando gli altri nel 1901. Bel arriva su un pianeta dove scopre Azure, socia di Swarm, ingannare dei superstiti per trasformarli in energia. Bel salva dalla trappola un uomo e gli affida un messaggio per Vinder.
- Altri interpreti: Craige Els (Karvanista), Nadia Albina (Diane), Rochenda Sandall (Azure), Jacob Anderson (Vinder), Thaddea Graham (Bel), Kevin McNally (Professor Eustacius Jericho), Annabel Scholey (Claire Brown)

## Chapter Five - Survivors of the Flux
- Titolo originale: Chapter Five - Survivors of the Flux
- Diretto da: Azhur Saleem
- Scritto da: Chris Chibnall

### Trama
Gli Angeli Piangenti portano il Dottore alla nave della Divisione dove incontra la misteriosa donna anziana di prima, che altri non è che sua madre adottiva Tecteun. Lei rivela che la Divisione ha progettato il Flux, un'onda di antimateria, per vendicarsi del Dottore per avere interferito con i loro piani, e che una volta distrutto l'universo intendono viaggiare in quello limitrofo. Nel 1904, Yaz, Dan e Jericho viaggiano per il mondo alla ricerca di informazioni sulla data della fine del mondo. Incontrano Williamson, che scavando dei tunnel a Liverpool aveva scoperto una serie di porte che conducono a differenti altri luoghi e tempi. Nell'arco di molti anni, il Grand Serpent impersona un ufficiale della UNIT per eliminare ogni opposizione. Quando Kate Stewart scoprì i suoi crimini, lui disattivò tutti metodi di protezione della Terra, cosa che permise ai Sontaran di arrivare sul pianeta. Vinder scopre Swarm nell'atto di usare superstiti del Flux per ricavare energia, ma viene intrappolato in un dispositivo-prigione chiamato Passeggero, dove si trova anche Diane. Swarm arriva sulla nave della Divisione dove disintegra Tecteun e si accinge a fare lo stesso al Dottore.
- Altri interpreti: Craige Els (Karvanista), Sam Spruell (Swarm), Rochenda Sandall (Azure), Jacob Anderson (Vinder), Thaddea Graham (Bel), Kevin McNally (Professor Eustacius Jericho), Jemma Redgrave (Kate Lethbridge-Stewart) Jonathan Watson (Comandante Sontaran Stenck), Annabel Scholey (Claire Brown), Barbara Flynn (Tecteun)

## Chapter Six - The Vanquishers
- Titolo originale: Chapter Six - The Vanquishers
- Diretto da: Azhur Saleem
- Scritto da: Chris Chibnall

### Trama
Il Dottore si divide in tre copie a causa della distorsione temporale. Azure rivela che lei e Swarm intendono trasformare il Flux in un mezzo di continua distruzione universale, e tenta di restituire a una copia i ricordi perduti del suo tempo nella Divisione. Yaz, Dan, Jericho e Williamson viaggiano nel 2021 e incontrano Kate Stewart e la seconda copia, che affida a Claire e Jericho la missione di infiltrare i Sontaran e recupera il suo TARDIS da Kate. La terza copia del Dottore fa schiantare la nave di Bel contro il comando Sontaran. I Sontaran rimuovono la terza copia, che la seconda salva, e commettono un genocidio contro i Lupari. Offrono un'alleanza con i Cybermen e i Dalek, uno stratagemma per sacrificarli al Flux mentre lo scudo Lupari nasconde i Sontaran. Claire fugge dai Sontaran, ma Jericho non può. Le due copie salvano Vinder e Diane e riformano lo scudo Lupari dietro i Sontaran, lasciando che il Flux consumi i Sontaran, Jericho, Dalek e Cybermen, e che venga assorbito dal Passeggero. Azure e Swarm portano la prima copia ad Atropos per sacrificarla al Tempo, ma il Tempo distrugge il duo e riunisce le copie. Il Tempo ammonisce il Dottore e le dice di stare in guardia dalle forze che cospirano contro di lei, e del loro maestro. Usando le porte del tunnel, Kate e Vinder abbandonano il Grand Serpent su un piccolo asteroide. Vinder e Bel decidono di viaggiare con Karvanista. Diane rifiuta l'offerta di un appuntamento di Dan. Il Dottore invita Dan a unirsi a lei e Yaz, per poi depositare i suoi ricordi perduti nel profondo del TARDIS, rinunciando a loro.
- Altri interpreti: Craige Els (Karvanista), Sam Spruell (Swarm), Rochenda Sandall (Azure), Jacob Anderson (Vinder), Thaddea Graham (Bel), Kevin McNally (Professor Eustacius Jericho), Jemma Redgrave (Kate Lethbridge-Stewart) Jonathan Watson (Comandante Sontaran Stenck), Craig Parkinson (Grand Serpent), Nadia Albina (Diane), Annabel Scholey (Claire Brown)